# (37971) 1998 HS102
1998 HS102 (asteroide 37971) é um asteroide da cintura principal. Possui uma excentricidade de 0.21490810 e uma inclinação de 2.30593º.
Este asteroide foi descoberto no dia 25 de abril de 1998 por Eric Walter Elst em La Silla.